# Авдеев, Иван Павлович
Ива́н Па́влович Авде́ев (1910, Лучки — 15 марта 1978, Болек, Алма-Атинская область) — участник Великой Отечественной войны, пулемётчик 107-го гвардейского стрелкового полка 34-й гвардейской стрелковой дивизии 4-й гвардейской армии 3-го Украинского фронта, Герой Советского Союза (1945), гвардии красноармеец.

## Биография
Родился в селе Лучки ныне Прохоровского района Белгородской области в семье крестьянина. Русский.
Окончил начальную школу в родном селе. В 1924 году с родителями переехал в Алтайский край. Работал в колхозе. В Красной Армии в 1930—1932 годах и с 1941 года.
С августа 1944 года на фронте. В январе 1945 года, находясь с группой воинов в окружённом врагом доме на станции Банхида (ныне в черте города Татабанья, Венгрия), пулемётчик участвовал в отражении многочисленных контратак противника. Группа уничтожила танк и много гитлеровцев, лично он — более 20 вражеских солдат.
В 1945 году демобилизован. Работал на промкомбинате в селе Вострово Волчихинского района Алтайского края, затем крановщиком на заводе в городе Рубцовск.
С 1965 года жил в селе Болек Иссыкского горсовета Алма-Атинской области, работал в совхозе.
Умер 15 марта 1978 года. Похоронен на сельском православном кладбище в селе Болек (каз. Бөлек) // предоставлено внуком Виктором Александровичем Авдеевым, и дочерью Героя Утьевой Галиной Ивановной 23 сентября 2023 года, проживают селе Болек (каз. Бөлек), ныне Енбекшиказахского района Алматинской области Республики Казахстан ..

## Награды
- Медаль «Золотая Звезда» № 4973 (Указ Президиума Верховного Совета СССР от 29 июня 1945 года);
- Орден Ленина № 41958;
- Другие медали.

## Память
- Бюст Героя Советского Союза И. П. Авдеева установлен на Аллее Героев в Прохоровке;
- Именем И. П. Авдеева названа улица в селе Лучки.
- Захоронение И.П.Авдеева в селе Болек